# Maometto
Maometto (AFI: /maoˈmetto/, in arabo Muḥammad; La Mecca, 570 circa – Medina, 8 giugno 632) è stato il fondatore e il profeta dell'Islam, «l'uomo che tutti i musulmani riconoscono loro profeta».
Nel 610 Maometto, affermando di operare in base a una rivelazione ricevuta, cominciò a predicare una religione monoteista basata sul culto esclusivo di un Dio, unico e indivisibile.
Considerato l'ultimo esponente di una lunga tradizione profetica, entro la quale egli occupa per i musulmani una posizione di assoluto rilievo, venendo indicato come «Messaggero di Dio/Allah» (Rasūl Allāh), «Sigillo dei profeti» (Khāṭim al-anbiyāʾ) e «Misericordia dei mondi» (per citare solo tre degli epiteti onorifici attribuitegli per tradizione), Maometto sarebbe stato incaricato da Dio stesso, tramite l'angelo Gabriele, di predicare l'ultima Rivelazione all'umanità.
La sua rivelazione venne raccolta dopo la sua morte nel Corano, il libro sacro dell'Islam. Maometto ripeté per ben due volte per intero il Corano nei suoi ultimi due anni di vita e molti musulmani lo memorizzarono per intero, ma fu solo durante il califfato di ʿUthmān b. ʿAffān che fu messo per iscritto da una commissione coordinata da Zayd b. Thābit, principale segretario del Profeta. Il Corano si diffuse così nel mondo a seguito delle conquiste arabe in Africa, Asia ed Europa, rimanendo inalterato fino ad oggi, malgrado lo sciismo vi aggiunga un capitolo (Sūra) e alcuni brevi versetti (ayāt).

## Biografia

### Infanzia e giovinezza

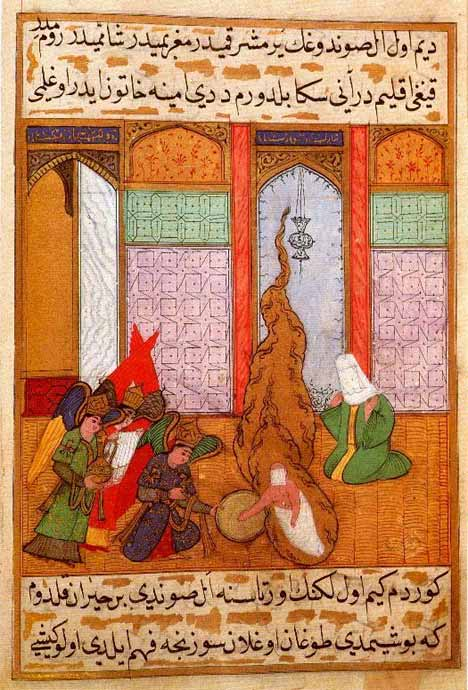
La nascita di Maometto. Miniatura di un manoscritto ottomano del Siyar-i Nebi (vita del Profeta). Il tendenziale aniconismo islamico porta a velare assai spesso il volto del Profeta dell'Islam. In questo caso lo zelo del miniaturista ha coinvolto anche la madre, ma non gli angeli.

Maometto nacque in un giorno imprecisato (che secondo alcune fonti tradizionali sarebbe il 20 o il 26 aprile di un anno parimenti imprecisabile, convenzionalmente fissato però al 570) alla Mecca, nella regione peninsulare araba del Hijaz. Nell'Arabia preislamica già esistevano comunità monoteistiche, comprese alcune di cristiani ed ebrei.
Fu l'unico figlio di ʿAbd Allāh b. ʿAbd al-Muṭṭalib ibn Hāshim (appartenente ad un importante clan di mercanti, quello dei Banū Hāshim, componente della più vasta tribù dei Banū Quraysh della Mecca) e di Āmina bt. Wahb, figlia del sayyid del clan dei Banu Zuhra, anch'esso appartenente ai B. Quraysh. La sua nascita sarebbe stata segnata, secondo alcune tradizioni, da eventi straordinari e miracolosi. Suo padre morì a Yathrib, sei mesi prima della sua nascita, al termine d'un viaggio di commercio a Gaza.
Orfano fin dalla nascita del padre, Maometto fu affidato da sua madre alla balia Ḥalīma bt. Abī Dhuʿayb, della tribù dei Banū Saʿd b. Bakr (che effettuava piccolo nomadismo intorno a Yathrib), che lo avrebbe allevato nei primissimi anni di vita. Ḥalīma fu per Maometto una seconda madre, tanto da essere chiamata da lui «mamma». Secondo la tradizione, Ḥalīma avrebbe riportato il bambino da Āmina, dopo un evento soprannaturale: mentre il giovanissimo Maometto badava a degli animali da pascolo, sarebbe stato avvicinato da due o tre esseri, che dopo averlo fatto «gentilmente» distendere, gli avrebbero estratto dal cuore un grumo nero che sarebbe stato lavato con neve e poi riposizionato funzionante nel cuore. 
Oltre alla madre e alla nutrice, del bambino si prese cura Umm Ayman Baraka, schiava etiope della madre che lo allevò dopo il periodo trascorso presso Ḥalīma, rimanendo con lui fino a che Maometto ne propiziò il matrimonio, dapprima con un medinese e poi col figlio adottivo Zayd. Secondo lo storico Ibn Sa'd, Baraka avrebbe insegnato a Maometto l'abissino. Nella tradizione islamica Umm Ayman, che generò Usama ibn Zayd, fa parte della Gente della Casa (Ahl al-Bayt) e il Profeta nutrì sempre per lei un vivo affetto (tanto dal chiamarla «mamma»), anche per essere stata una delle prime donne a credere al messaggio coranico da lui rivelato.
Maometto rimase orfano anche di madre all'età di sei anni. Il bambino fu affidato al nonno paterno ʿAbd al-Muṭṭalib ibn Hāshim, che lo portò alla Mecca. Alla morte del nonno due anni dopo, fu lo zio paterno Abū Ṭālib a prendersi cura di lui, divenendo una figura centrale nella sua vita. Altrettanto importante fu l'affettuosa e presente sua zia Fāṭima bint Asad, che Maometto amava per il suo carattere dolce, tanto da mettere il suo nome a una delle proprie figlie e per la quale il futuro profeta pregò spesso dopo la sua morte.

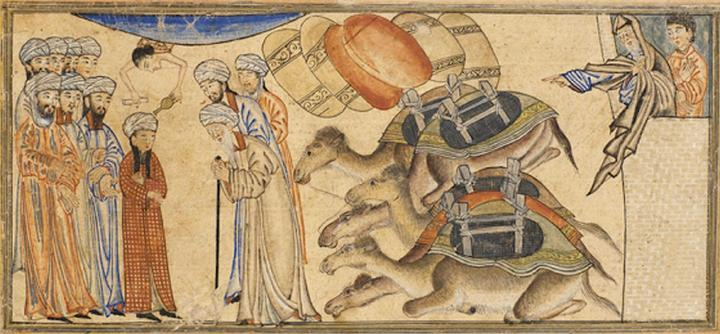
L'incontro tra il giovane Maometto e il monaco cristiano Bahīra. Miniatura tratta da Jami' al-tawarikh (Compendio delle Cronache) opera storico-letteraria di Rashid al-Din Hamadani (Tabriz, 1307 circa), detta anche «la prima storia del mondo».

In casa degli zii, Maometto convisse con i cugini Tālib (che in seguito non sarebbe mai divenuto musulmano) ʿAqīl (che avrebbe abbracciato la fede solo dopo enormi resistenze), Fākhita (con cui Maometto avrebbe voluto contrarre un matrimonio preferenziale), Ğaʿfar (che somigliava molto al futuro profeta) e infine ʿAlī, il minore dei suoi cugini. Successivamente, ormai figura affermata nella società, Maometto adotterà ʿAlī, che sarebbe divenuto una figura centrale dello sciismo. Tranne lo zio Abū Lahab, tutti loro gli dimostrarono affetto e, in seguito, supporto, anche per la norma sociale della muruwwa.
Nei suoi viaggi fatti in Siria e Yemen con suo zio Abū Ṭālib, modesto commerciante, Maometto potrebbe aver preso conoscenza dell'esistenza di comunità ebraiche e cristiane e dell'incontro, che sarebbe avvenuto quando Maometto aveva 9 o 12 anni, col monaco cristiano siriano Bahīra - che avrebbe riconosciuto in un neo fra le sue scapole il segno del futuro carisma profetico - si parla già nella prima biografia (Sīra) di Maometto, che fu curata, vario tempo dopo la morte, da Ibn Isḥāq per essere poi ripresa in forma più "pia" da Ibn Hishām.
A quindici anni, Maometto partecipò alla guerra del Figar tra i vari clan, per assicurarsi il controllo del commercio di Higiaz, con la scusa di garantire i traffici e stroncare le azioni disoneste. Il conflitto forse servì a Maometto per imparare ad usare arco e frecce. Il futuro profeta partecipò al patto tra i clan vincitori (i Quraysh e i Kina), che servì a mantenere l'egemonia del potere commerciale.

### I successi commerciali e il matrimonio con Khadīja
Viste le difficoltà economiche in cui si trovava, suo zio Abū Ṭālib gli consigliò di lavorare come mercante. Presto Maometto ottenne fama di commerciante «onesto, equo ed efficiente», che gli avevano valso il soprannome di al-Amīn (il Fidato). Le sue doti furono notate dalla ricca e colta vedova Khadīja bt. Khuwaylid, che gli offrì la guida e la gestione di un suo carico di mercanzie per la Siria e Yemen: operazione che grazie a Maometto generò un profitto maggiore del previsto. Due mesi dopo il ritorno di Maometto alla Mecca da un viaggio in Siria, rimasta favorevolmente impressionata anche dall'avvenenza, dal carisma e dal talento per gli affari del giovane mercante,  la quarantenne Khadīja si propose in sposa al venticinquenne Maometto attraverso l'intermediaria Nufayasa. Sempre nel 595, dopo che lui le donò in dote 20 dromedarie, i due si sposarono.

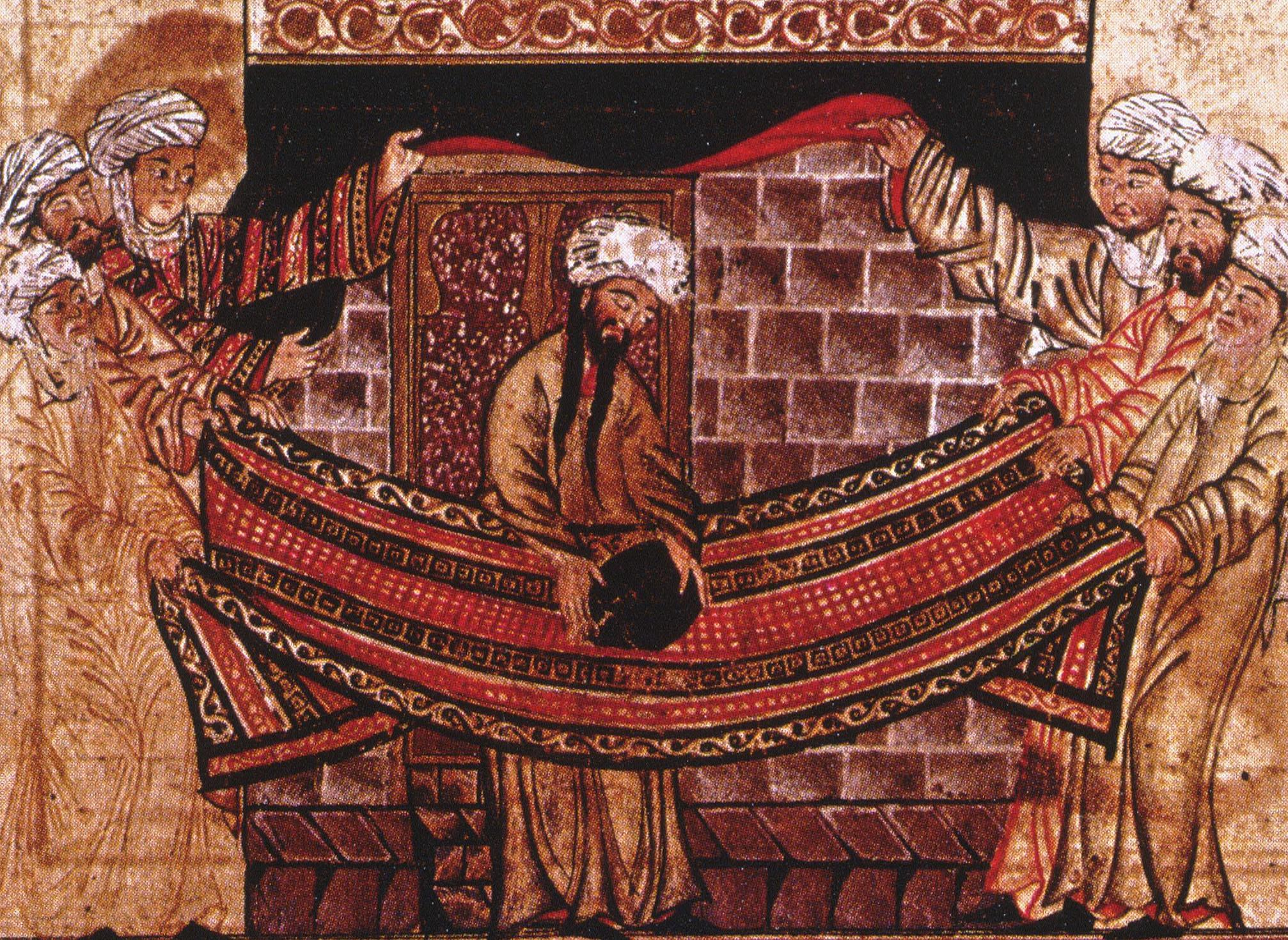
Maometto reinserisce la Pietra Nera all'interno della Kaʿba. Miniatura tratta dal Jami' al-tawarikh, opera di Rashid al-Din Hamadani (1315 circa).

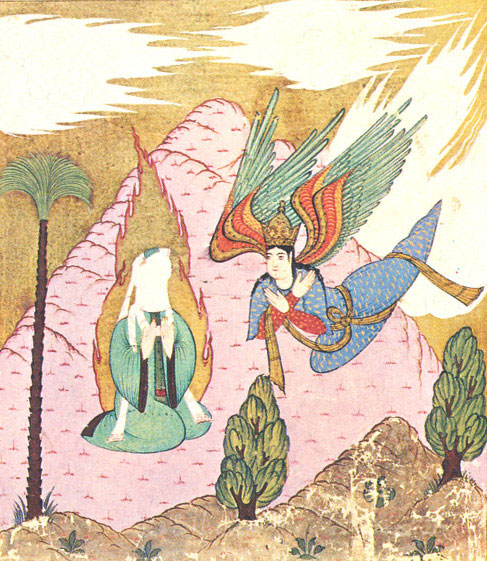
L'arcangelo Gabriele riferisce la Rivelazione di Dio a Maometto, ancora una volta velato (antica miniatura).

Ebbero una vita di coppia senz'altro felice, testimoniata non solo dalla volontaria monogamia di Maometto ma anche dai sei figli che nacquero. Khadīja gli dette quattro figlie - Zaynab, Ruqayya, Umm Khulthūm e Fāṭima, detta al-Zahrāʾ (le prime tre destinate però a premorire al padre, seppur in età adulta) - oltre a due figli maschi: al-Qàsim, che morì a poco meno di due anni e ʿAbd Allah, a circa sette mesi. L'unica figlia sopravvissuta a Maometto fu Fāṭima, che dette in sposa al cugino ʿAlī.
Alcuni anni dopo il matrimonio, nel 605, venne effettuato un profondo restauro della Kaʿba. In quell'occasione, non riuscendo ad accordarsi su quale di essi dovesse avere l'onore di ricollocare la Pietra Nera (spostata dopo i lavori del restauro e situata in quella che è oggi la Grande Moschea della Mecca), i principali esponenti dei clan della Mecca decisero di affidare la decisione alla prima persona che fosse transitata sul posto: quella persona fu il trentacinquenne Maometto. Il futuro profeta chiese un tappeto e decise di posizionarvi al centro la pietra, poi la trasportò insieme agli esponenti dei clan più importanti, ognuno dei quali reggeva un angolo del tessuto. Fu Maometto a inserire la pietra nel suo spazio, sedando in questo modo la pericolosa disputa, salvando al contempo l'onore dei clan.

### Rivelazione
La tradizione non fornisce molti elementi per poter comprendere la formazione di Maometto, in particolare riguardo a quali influssi culturali e religiosi possa aver subìto. Quello che è certo è che possedesse un'inquietudine spirituale e un'inclinazione religiosa, che lo portavano spesso ad allontanarsi dal caos della quotidianità.
Nel 608, Maometto iniziò a fare sogni premonitori, a vedere lampi di luce e a sentire voci, che inizialmente attribuì alla presenza di jinn. Furono proprio questi sogni a sospingere sempre più Maometto, benestante e socialmente ben inserito, verso una pratica spirituale molto intensa attraverso l'esecuzione sempre più frequentemente di ritiri spirituali (tahannuth), che potevano durare anche un mese. Come altri ḥanīf, Maometto iniziò a ritirarsi a cadenze regolari in una grotta sul monte Hira, vicino alla Mecca, per meditare. 
Secondo la tradizione, nella notte tra il 26 e il 27 del mese di Ramadan dell'anno 610, all'età di circa quarant'anni, gli apparve l'arcangelo Gabriele, che lo strinse a sé tre volte e si rivolse a lui con le seguenti parole:
Scovolto da questa esperienza teopatica, Maometto fuggì a precipizio dalla caverna in direzione della propria abitazione e, nel girarsi, raccontò di aver visto Gabriele sovrastare con le sue ali immense l'intero orizzonte, e lo sentì rivelargli di essere stato prescelto da Dio come suo «Messaggero» (rasūl).
Giunto a casa, fu scosso da violenti tremori e cadde in preda al terrore credendo di essere stato soggiogato dai jinn e quindi impazzito. A convincerlo ad accettare la realtà di quanto gli era accaduto, provvide innanzi tutti Khadīja che credette senza esitazione alle parole del marito, divenendo il primo essere umano a convertirsi. Per tranquillizzarlo ulteriormente, la moglie lo fece parlare con Waraqa ibn Nawfal, cugino di lei, che le fonti islamiche indicano come cristiano ma che poteva anche essere uno di quei monoteisti arabi (ḥanīf) che non si riferivano a una specifica struttura religiosa organizzata. Waraqa confermò che su Maometto fosse disceso la Parola di Dio (Nāmūs).
Seguì un lungo periodo detto fatra, durato forse tre anni, in cui le sue esperienze non ebbero séguito, provocando ulteriore angoscia in Maometto. Durante quel tempo, secondo quanto scritto nel Corano, Maometto si diede con ancora maggiore intensità alle pratiche spirituali. I primi convertiti, oltre alla moglie, furono tutte persone a lui più vicine: le figlie, il cugino 'Alī, Abu Bakr, il figlio adottovo Zayd Ibn Hārita. Infine, intorno al 613, Gabriele tornò a parlargli e gli giunse l'ordine diretto di Dio di diffondere il suo messaggio a tutti gli abitanti di Mecca.

### L'inizio della predicazione e le prime persecuzioni

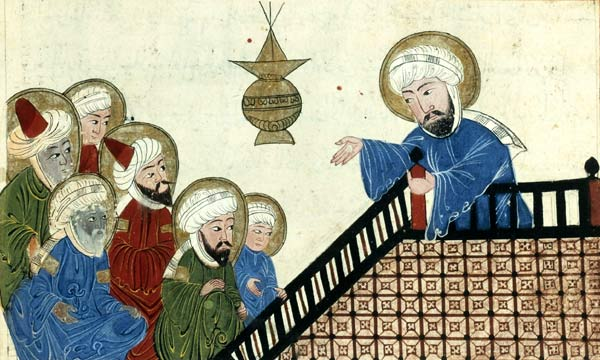
In questa miniatura del XVI secolo, tratta dall'Athār al-baqiya (Tracce dei secoli passati) di al-Bīrūnī (manoscritto della Biblioteca nazionale di Francia, Arabe 1489 fol. 5v), Maometto è invece raffigurato senza velo sul volto.

La conversione degli abitanti di Mecca risultò per Maometto particolarmente irta di ostacoli. Seppur inizialmente avessero accolto con curiosità e benevolenza la nuova catechesi predicata da Maometto, in seguito i meccani gli si ribellarono. Le volontà di Allah di ritenersi unico ed esclusivo avrebbe potuto creare enormi problemi economici alla città, che si era arricchita attraverso i pellegrinaggi per gli idoli religiosi posti dentro la Kaʿba, che portavano a Mecca persone provenienti da tutta la penisola. 
Importanti esponenti di vari clan iniziarono così a provare un crescente malcontento verso Maometto, che si manifestò con una serie di attacchi personali e il dileggio: il musico al-Nadr ibn al-Ḥārith si divertiva a fare concorrenza al proselitismo in atto di Maometto, raccontando storie e leggende; la danzatrice Fartana, che lanciava motteggi pungenti contro i musulmani; e ʿUqba b. Abī Muʿayt, che lanciò una placenta sanguinante di montone su Maometto intento in preghiera, con il palese intento d'infangare con il sangue della bestia (considerato impuro dai musulmani) quel momento di sacro raccoglimento. Fra gli oppositori di Maometto vi fu anche suo zio Abū Lahab che, forse su suggerimento dalla moglie Umm Ğamīl Arwā, spinse i figli a ripudiare le rispettive mogli, figlie del Profeta.
I convertiti nella sua città natale furono pochissimi per i numerosi anni che egli ancora trascorse alla Mecca. Fra essi il suo amico intimo e coetaneo Abū Bakr e un gruppetto assai ristretto di persone che sarebbero stati i suoi più validi collaboratori: i cosiddetti "Dieci Benedetti" (al-ʿashara al-mubashshara). I principali seguaci di Maometto furono giovani - figli o fratelli di mercanti - oppure persone in rotta con i loro clan di origine, insieme a stranieri la cui posizione nella società meccana era piuttosto fragile. In generale i meccani non presero sul serio la sua predicazione, deridendolo.
Secondo Ibn Sa'd, le persecuzioni dei musulmani alla Mecca cominciarono quando Maometto annunciò i versetti che condannavano l'idolatria e il politeismo, mentre gli esegeti coranici le situano con l'inizio delle predicazioni pubbliche. Con l'aumentare dei suoi seguaci, comunque, i clan che rappresentavano il potere locale si sentirono sempre più minacciati; in particolare i Quraysh, a cui pure Maometto apparteneva, poiché guardiani della Kaʿba e gestori del lucroso traffico riguardante le offerte agli idoli. I mercanti più potenti cercarono allora di convincere Maometto a desistere dalla sua predicazione offrendogli di entrare nel loro ambiente, insieme a un matrimonio per lui vantaggioso, ma egli rifiutò entrambe le proposte. Cominciò così un lungo periodo di persecuzioni nei confronti di Maometto e dei suoi seguaci.
Sumayya bint Khayyat, schiava del potente leader meccano Abu Jahl, è considerata la prima martire: venne uccisa dal suo padrone con un colpo di lancia nelle parti intime quando si rifiutò di abiurare l'Islam. Bilāl, un altro schiavo musulmano che rifiutò strenuamente di abiurare, veniva invece obbligato dal suo padrone a distendersi sulla sabbia bollente nell'ora più calda del giorno, dopodiché gli veniva posato un macigno sul petto. L'appartenenza di Maometto al clan dei B. Hāshim lo salvaguardò dalla violenza fisica, ma non dall'emarginazione. 
Per mettere al riparo i suoi seguaci dalla crescente ostilità subita alla Mecca, Maometto inviò una parte di loro nel Regno di Axum, sotto la protezione dell'imperatore cristiano Aṣḥama ibn Abjar. 
Nel 617 i leader dei clan Banu Makhzum e Banu 'Abd Shams, entrambi appartenenti alla tribù dei Quraysh, dichiararono un boicottaggio nei confronti del clan di Maometto, i Banu Hashim, per costringerli a interrompere la protezione da loro offerta al Profeta. I troppi vincoli parentali creatisi però fra i clan della stessa tribù fecero fallire il progetto di ridurre a più miti consigli Maometto.

### Isra' e Mi'raj

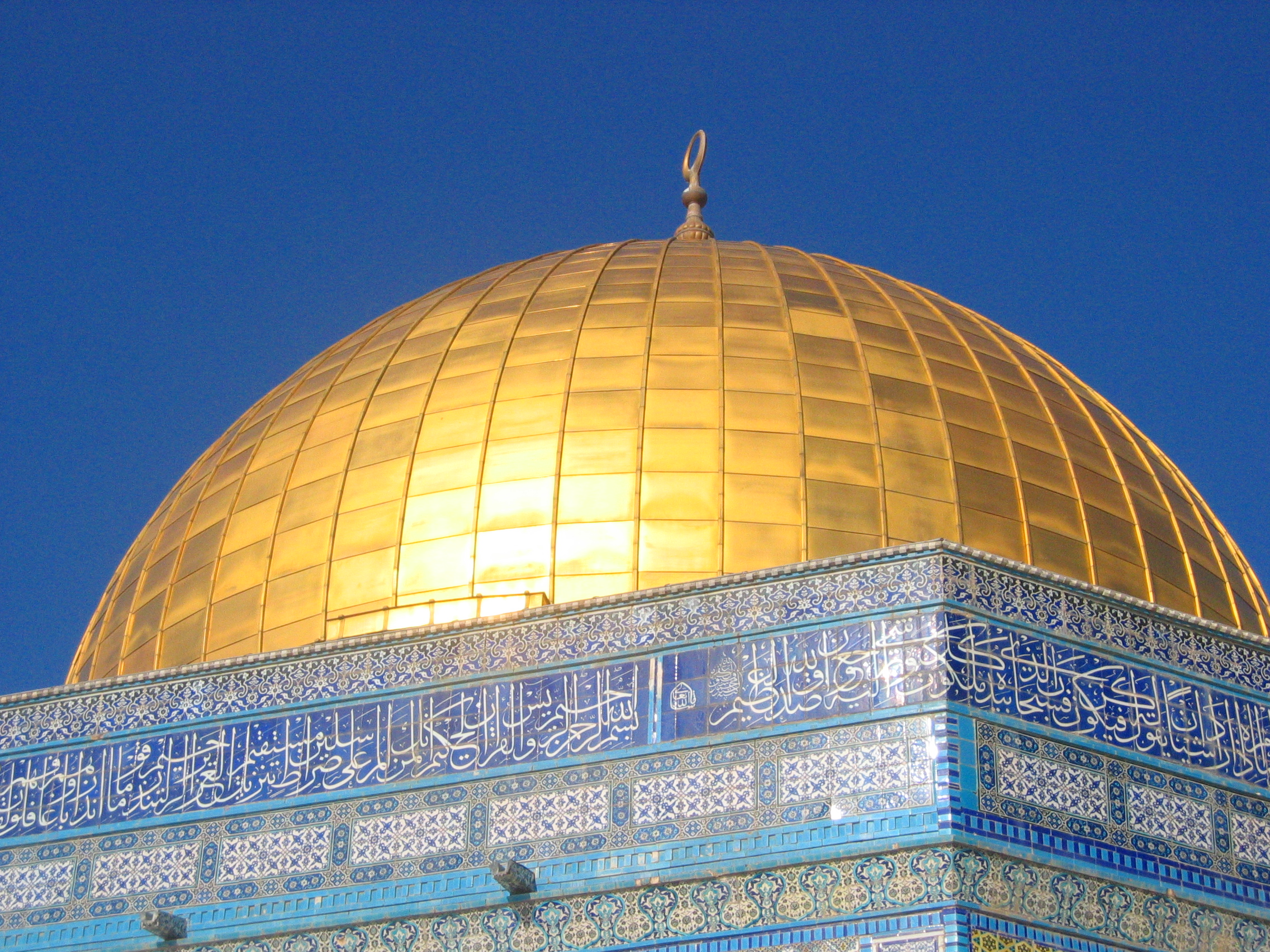
La Cupola della Roccia, punto dal quale Maometto sarebbe asceso al Paradiso

Nel 620 Maometto sperimentò un avvenimento che si rivelerà pregno di significati particolarmente per la disciplina esoterica islamica, il Sufismo.
Maometto venne svegliato da un angelo e accompagnato, durante la notte, dal Tempio Santo al Tempio Ultimo, identificati il primo con la Kaʿba e il secondo con la Spianata del Tempio di Gerusalemme, dove effettivamente i musulmani costruirono poi la Moschea al-Aqsa, cioè "l'Ultima".
Da lì Maometto sorvolò la voragine infernale, assistendo alle punizioni inflitte ai dannati; e successivamente ascese ai Sette Cieli, incontrando a uno a uno Profeti che lo precedettero nell'annuncio di un identico messaggio salvifico per l'umanità, nell'ordine: Adamo, Giovanni Battista, Gesù, Giuseppe, Idris, Aronne, Mosè e Abramo.
Ascese ancora, e venne ammesso al cospetto di Dio, avendone quindi per Suo onnipotente volere una visione beatifica del tutto straordinaria: l'Infinità, che è uno degli attributi di Dio, e l'immensa Potenza Divina renderebbero infatti impossibile a un vivente di accostarsi a Lui. Avrebbero questo privilegio solo i morti, dotati da Dio di particolari sensi del tutto superiori a quelli dei viventi.
Mentre Ibn Isḥāq presenta questo evento come un'esperienza spirituale, Ṭabarī e Ibn Kathīr lo descrivono come un viaggio fisico compiuto dal Profeta. In ogni caso, i forti connotati spirituali dell'evento resero indispensabile, per poterla descrivere, l'uso da parte di Maometto di una terminologia dai forti contenuti mistici e poetici; ed espressioni come "sidrat al-Muntahà ʿindahā jannatu l-Māʾwà" ("il loto di al-Muntahà presso il quale è il Giardino di al-Māʾwà") costituiscono un esempio in questo senso.

### Gli ultimi anni alla Mecca
Nel 619, l'"anno del dolore", morirono tanto suo zio Abū Ṭālib, che gli aveva garantito affetto e protezione malgrado non si fosse convertito alla religione del nipote, quanto l'amata Khadīja. Con la morte di suo zio Abū Ṭālib, la leadership dei Banu Hashim passò a Abū Lahab, strenuo avversario di Maometto, che ritirò la protezione a lui offerta dal clan: per naturale conseguenza, chiunque avesse tentato di uccidere Maometto non si sarebbe più esposto alla vendetta del suo clan. Maometto si recò allora a Ṭāʾif, in cerca di protezione, ma la sua contemporanea predicazione dell'Islam non fece altro che metterlo in un pericolo ancora maggiore. Costretto a tornare alla Mecca, incontrò Mutʿim ibn ʿAdī, capo del clan Banu Nawfal, che gli permise di rientrare in città.
Nello stesso periodo molte persone visitarono la Kaʿba come pellegrini o per concludere affari: Maometto approfittò di questa occasione per trovare un luogo sicuro per lui e per i suoi seguaci. Dopo molti tentativi infruttuosi, l'incontro con alcuni uomini di Yathrib (che sarebbe poi diventata Medina) si rivelò fortunato: per loro infatti erano familiari sia il concetto di monoteismo, sia la possibilità dell'apparizione di un profeta, essendo presente una forte componente ebraica nella città. Speravano inoltre, accogliendo Maometto, di poter guadagnare la supremazia politica sulla Mecca, di cui invidiavano i proventi derivanti dai pellegrinaggi. In breve raggiunsero Medina, diventato un porto sicuro, musulmani provenienti da tutte le tribù della Mecca. Nel luglio del 620, per incontrare il Profeta, giunsero a Medina da Mecca settantacinque musulmani: essi si riunirono segretamente, di notte, e accettarono un comune impegno che prevedeva l'obbedienza a Maometto, l'ingiunzione del bene e la proibizione del male, e una comune risposta armata qualora questa si fosse resa necessaria. In seguito a questo patto Maometto incoraggiò i musulmani a raggiungere Medina: come accaduto per l'emigrazione in Abissinia, anche questa volta i Quraysh cercarono di bloccare l'esodo, fallendo.

### Egira
Negli anni precedenti l'Egira, l'autorità di Maometto, come capo dei musulmani, gli permise di guadagnare l'appoggio dei notabili di Yathrib, che vollero fungesse da arbitro imparziale, in quanto straniero, nelle dispute fra le componenti etniche e tribali della città. Questo permise a lui e ai suoi seguaci di essere accolti nella città-oasi, venendo a fruire della necessaria sicurezza e protezione. 
Nello stesso periodo diede anche istruzioni ai suoi seguaci perché emigrassero alla spicciolata, e senza dare nell'occhio dei concittadini, verso Yathrib, fin quando furono assai pochi i musulmani rimasti alla Mecca. Allarmati dall'esodo e timorosi di veder messi a rischio i propri interessi, a causa dell'inevitabile conflitto ideologico e spirituale che si sarebbe prodotto con gli altri Arabi politeisti (che coi Meccani proficuamente commerciavano e che annualmente partecipavano ai riti della ʿumra del mese di rajab), i Quraysh organizzarono un complotto per uccidere Maometto. Attraverso ʿAlī, che prese il suo posto nella casa, discretamente sorvegliata dai Quraysh, Maometto riuscì a ingannare la sorveglianza e fuggire dalla città insieme al suo migliore amico, il futuro califfo Abū Bakr. I due, attraverso un miracoloso evento narrato nel Corano, non vennero scoperti dagli inseguitori meccani nei dintorni della città; e grazie alla collaborazione di parenti e amici, attraversarono il deserto in sella ai dromedari, passando per sentieri meno noti e battuti. Raggiunsero incolumi Medina il 24 settembre 622.
Inizialmente Maometto si ritenne un profeta inserito nel solco profetico antico-testamentario, ma la comunità ebraica di Medina non lo accettò come tale in quanto non appartenente alla stirpe di Davide. Nonostante ciò, Maometto predicò a Medina per otto anni e qui, fin dal suo primo anno di permanenza, formulò la Costituzione di Medina (Rescritto o Statuto o Carta, in arabo Ṣaḥīfa) che fu accettata da tutte le componenti della città-oasi e che vide il sorgere della Umma, la prima Comunità politica di credenti.
I primi abitanti di Yathrib, che si convertirono all'Islam e che offrirono ospitalità e aiuto agli Emigrati meccani, vennero chiamati Anṣār ("ausiliari"); successivamente Maometto istituì un patto di "fraternità" fra Emigrati (Muhājirūn) e Anṣār, e il Profeta stesso prese come fratello ʿAlī, figlio dell'amato zio Abū Ṭālib e di fatto (anche se non legalmente) affiliato da Maometto fin dalla tenera età, come Abū Ṭālib aveva a sua volta adottato lui quando era rimasto orfano.

### LaUmmae l'inizio dei conflitti armati
A seguito dell'esodo musulmano, i Meccani requisirono tutte le loro proprietà nella città Impoveriti e senza entrate, i musulmani avviarono necessariamente aperte ostilità armate contro Mecca, razziando le sue carovane. A giustificare tali ostilità era innanzi tutto il desiderio di vendicare quanto essi stessi avevano subito per anni dagli Arabi politeisti nella loro città natale ma anche, e non secondariamente, di acquisire benessere, potere e prestigio in attesa di realizzare l'obiettivo finale di conquistare La Mecca
Il primo grande fatto d'arme nella storia dell'islam è costituito dalla Battaglia di Badr, in cui i musulmani risultarono vittoriosi nonostante l'inferiorità numerica.
Seguì la disfatta sotto il monte Uḥud, segnata dal tradimento degli ebrei medinesi e dalla avventatezza di una parte dei soldati musulmani, alla quale Maometto sopravvisse solo perché, colpito da una pietra in pieno viso, cadde privo di sensi e venne creduto già morto dagli avversari.
Infine, la vittoria dei musulmani nella Battaglia del Fossato segnò uno spartiacque tale da causare la disgregazione della potenza meccana.

### L'atteggiamento verso gli ebrei
In tutte queste circostanze Maometto colpì in diversa misura anche gli ebrei di Medina, che si erano resi colpevoli agli occhi della Umma della violazione del Rescritto di Medina e di tradimento nei confronti della componente islamica. In occasione dei due primi fatti d'armi, furono esiliate le tribù ebraiche dei Banū Qaynuqāʿ e dei Banū Naḍīr accusati i primi di offesa alla pudicizia di una ragazza musulmana e i secondi di complotto, unitamente ai Meccani pagani, ai danni dei musulmani. Durante la cosiddetta "battaglia del Fossato" (Yawm al-Khandaq), che fu di fatto un fallito assedio dei Meccani e dei loro alleati, la tribù ebraica dei Banū Qurayza, situata a sud di Medina, avviò i negoziati con i Quraysh per consegnare loro Maometto, violando apertamente la Costituzione di Medina. Dopo aver respinto gli assedianti pagani, i musulmani accusarono i Banū Qurayza di tradimento e li assediarono per venticinque giorni nelle loro fortezze, costringendoli alla resa. Furono decapitati tra i 700 e i 900 uomini ebrei della tribù e le loro donne e i loro bambini furono venduti come schiavi sui mercati d'uomini di Siria e del Najd, dove vennero quasi tutti riscattati dai loro correligionari di Khaybar, Fadak e di altre oasi arabe higiazene.
La sentenza non fu formalmente decisa da Maometto che aveva affidato il responso sulla punizione da adottare a Saʿd b. Muʿādh, sayyid dei Banū ʿAbd al-Ashhal, clan della tribù medinese dei Banu Aws, un tempo principale alleata dei B. Qurayẓa. Questi, ferito gravemente da una freccia (tanto da morirne pochissimi giorni più tardi) e ovviamente pieno di rabbia e rancore, decise per una soluzione estrema, non frequente ma neppure del tutto inconsueta per l'epoca.  Maometto approvò la decisione di massacrare tutti i maschi della tribù e di ridurre in schiavitù le donne e i bambini, e partecipò attivamente allo sgozzamento dei prigionieri. Che non si trattasse comunque di una decisione da leggere in chiave esclusivamente anti-ebraica potrebbe dimostrarcelo il fatto che gli altri B. Qurayẓa che vivevano intorno a Medina, e nel resto del Ḥijāz (circa 25 000 persone), non furono infastiditi dai musulmani, né allora, né in seguito.
In proposito si è anche espresso uno dei più apprezzati storici del primo Islam, Fred McGrew Donner, che afferma:
Alcuni studiosi musulmani rifiutano di riconoscere l'incidente, ritenendo che Ibn Isḥāq, il primo biografo di Maometto, avesse raccolto molti dettagli dello scontro dai discendenti degli stessi ebrei Qurayẓa cento anni dopo i fatti. Questi discendenti avrebbero arricchito o inventato dettagli sullo scontro prendendo ispirazione dalla storia delle persecuzioni ebraiche in epoca romana. Gli storici che mettono in dubbio l'esecuzione della tribù Banu Qurayẓa sottolineano come il cronista Ibn Isḥāq fosse stato giudicato inaffidabile dal suo contemporaneo Malik ibn Anas, uno dei più importanti giuristi del sunnismo, fondatore del madhhab malikita, mentre il giurista sciafeita Ibn Hajar al-'Asqalani descrisse Ibn Isḥāq come un narratore di "racconti strani".

### La conquista dell'Arabia e la morte

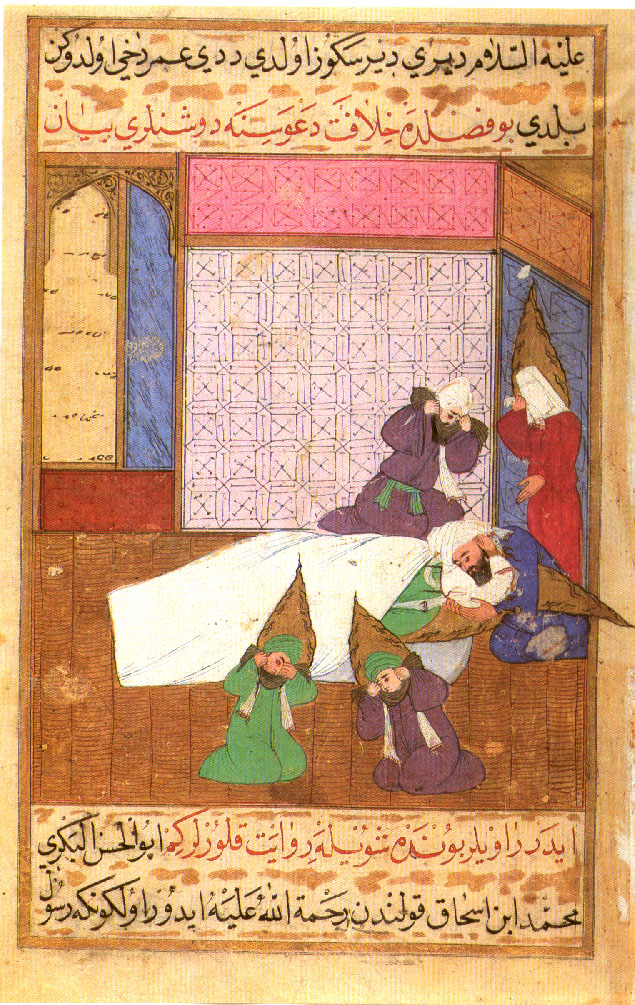
La morte di Maometto. Miniatura presente nel manoscritto ottomano del Siyar-i Nebi, datato 1595, conservato nel Topkapı Sarayı Müzesi di Istanbul (Hazine 1222, folio 414a)

Dopo aver portato in prossimità della sua città natale un forte contingente armato, affermando di voler compiere un pellegrinaggio alla Kaʿba, Maometto si accordò con i Meccani per rimandare all'anno successivo quel pellegrinaggio, sottoscrivendo nel marzo del 628 l'Accordo di al-Hudaybiyya, suscitando un forte sconcerto tra i suoi seguaci e, particolarmente, in ʿUmar b. al-Khaṭṭāb.

L'intento fu realizzato come concordato il 2 marzo 629, con quello che viene ricordato come "Pellegrinaggio d'adempimento" (ʿumrat al-qaḍāʾ).
Nel 630 Maometto era ormai abbastanza forte per marciare sulla Mecca e conquistarla. Tornò peraltro a vivere a Medina e da qui ampliò la sua azione politica e religiosa a tutto il resto del Hijaz e, dopo la sua vittoria nel 630 a Ḥunayn contro l'alleanza che s'imperniava sulla tribù dei Banū Hawāzin, con una serie di operazioni militari nel cosiddetto Wadi al-qura, a 150 chilometri a settentrione di Medina, conquistò o semplicemente assoggettò vari centri abitati (spesso oasi), come Khaybar, Tabūk e Fadak, il cui controllo aveva indubbie valenze economiche e strategiche.
Nel 632, tornato a Medina dopo aver compiuto il Pellegrinaggio detto anche il "Pellegrinaggio dell'Addio", il profeta si ammalò, probabilmente di pleurite o di un tumore al cervello, di cui avrebbe iniziato a mostrare i sintomi durante il Pellegrinaggio. Curato inutilmente, delegò Abū Bakr la conduzione della preghiera collettiva e a Usama b. Zayd la conduzione dell'esercito per la conquista della Siria. Morì lunedì 13 rabīʿ I dell'anno 11 dell'Egira (equivalente all'8 giugno del 632), tra le braccia dell'amata moglie ʿĀʾisha bt. Abī Bakr. Le sue ultime parole furono: «Con la compagnia suprema in Paradiso». Fu sepolto a Medina, all'interno della casa in cui viveva. 
Lasciò nove vedove - tra cui ʿĀʾisha - e una sola figlia vivente, Fāṭima, andata sposa al cugino del profeta, ʿAlī b. Abī Ṭālib, madre dei suoi nipoti al-Ḥasan b. ʿAlī e al-Ḥusayn b. ʿAlī. Fatima, piegata dal dolore della perdita del padre e logorata da una vita di sofferenze e fatiche, morì sei mesi più tardi, diventando in breve una delle figure più rappresentative e venerate della religione islamica. Non avendo fornito esplicite dichiarazioni su chi dovesse succedergli alla guida politica della Umma, i suoi collaboratori dettero vita all'istituzione politico-religiosa del califfato, assegnandone la carica al suo caro amico Abū Bakr.

## Origine del nome
"Maometto" è la volgarizzazione italiana fatta in età medievale del nome "Muḥammad". La parola deriva dall'arabo muḥammad, "grandemente lodato", participio passivo di 2ª forma (forma intensiva) della radice [ḥ-m-d] (lodare).
L'origine dell'adattamento italiano del nome è rintracciabile nell'opera di Giovanni Damasceno: il De haeresibus (Περὶ αἱρέσεων, "Perì hairéseōn") ove il nome del profeta dell'Islam appare in lingua greca come "Mάμεδ" (Mámed) o Mαμὲδ" (Mamèd) o anche "Μωάμεθ" (Mōámeth),.

Un riferimento a Maometto è rinvenibile nell'espressione ṭayyāyē d-Mḥmt ("gli Arabi nomadi di Muhammad") della Cronaca siriaca di Tommaso il Presbitero, attivo in Mesopotamia, che verso il 640 scrive: 
(Robert G. Hoyland, "Earliest Christian Writings on Muḥammad", in: Harald Motzki (ed.), The Biography of Muḥammad - The Issue of the Sources, Leida-Boston Brill, 2000, pp. 276-297, a p. 278)
Il nome Mḥmṭ compare invece nell'anonima Cronaca siriaca di Zuqnin, così chiamata dal monastero in cui fu redatta e conservata (Robert G. Hoyland, cit., p. 279, che ha trovato un preciso riferimento nel § 13 della Continuatio Byzantia Arabica, così detta in quanto costituiva una prosecuzione dell'opera di Giovanni di Biclar).
Secondo lo studioso francese Michel Masson, invece, nelle lingue romanze, e tra queste l'italiano, si osserva una storpiatura del nome del profeta in senso spregiativo (e da ciò deriverebbero, a suo dire, il francese Mahomet e l'italiano Macometto). Le varianti antiche italiane Macometto o Macone sono usate rispettivamente nell'Alcorano di Macometto del 1547 e nell'Orlando Furioso dell'Ariosto, canto XII, st. 59.
Allo stesso modo si esprimono alcuni scrittori italiani che ritengono che il nome "Maometto" non sarebbe di diretta origine araba, ma "un'italianizzazione" adottata all'epoca per costituire una sintesi dell'espressione spregiativa di "Mal Commetto", volta a conferire una connotazione negativa al Profeta dell'Islam.
Ben diversamente, sulla derivazione di tali varianti dal nome arabo, si esprime Georges S. Colin, che osservava come questo tipo di adattamento fonetico trovasse una spiegazione in un passaggio della sintesi fornita da Ibn ʿArḍūn del suo trattato sul matrimonio, intitolato Muqniʿ al-Muḥtāj fī adāb al-zawāj, in cui avvertiva dell'uso che, nel dare al neonato il nome venerato di Muhammad, lo si «sfigurasse con una vocalizzazione della prima consonante mīm in a e della consonante ḥā in u» tanto che - notava Colin - nel XIV secolo i Berberi Ghumāra avevano l'abitudine d'impiegare la forma *Maḥummad e *Maḥommad (facilmente trasformabili in Mahoma nell'ambiente nordafricano, che aveva stretti e secolari vincoli con il bilād al-Andalus). Così facendo, sosteneva Colin, si evitava il rischio che il bambino che portava lo stesso nome del Profeta, mostrasse sciaguratamente nel crescere scarse qualità o addirittura veri e propri difetti caratteriali, tali da invalidare la baraka (benedizione) che s'accompagnava al nome "Muḥammad". Colin commentava come anche i Cinesi seguissero la stessa logica, impiegando «rovesciati (renversés) alcuni caratteri dichiarati tabù».
Come risulta da una lettera inviata nel 1141 dall'abate Pietro di Cluny, detto il Venerabile, a Bernardo di Chiaravalle, in occasione della traduzione di un "breve scritto apologetico arabo-cristiano, la Summula brevis contra haereses et sectam Saracenorum, sive Ismaelitarum, il nome "Muḥammad" è reso fin da allora come "Machumet".
Del pari Ermanno di Carinzia (o Dalmata), in una sua traduzione, scriveva (su incarico di Pietro di Cluny, per una sua antologia sull'Islam, il De generatione Mahumet et nutritura ejus, che era la traduzione del Kitāb al-anwār (Libro delle luci) di Abū l-Ḥasan al-Bakrī, dimostrando come, a metà del XII secolo, il nome Maometto non traesse origine da alcuna espressione insultante o irridente proveniente da idiomi romanzi.
La cosa è confermata da Trude Ehlert, che ricorda come una delle prime attestazioni nella più diffusa letteratura romanza del nome del profeta dell'Islam (basata su fonti arabe e sostanzialmente esente da valutazioni cristiane), figuri nell'opera L'eschiele Mahomet, una versione tradotta in antica lingua d'oïl del Libro della Scala: genere letterario-religioso basato sulla storia dell'asserita ascesi di Maometto attraverso i sette cieli, composta poco dopo il 1264. Varrà la pena ricordare come il Libro della Scala, elaborato prima del 1264, sia una traduzione (perduta) della Escala de Mahoma, redatto in antico volgare castigliano tra il 1260 e il 1264. In nessuno di questi casi Mahomet o Mahoma appaiono ricollegabili a espressioni ingiuriose, come invece suggerirebbe il nome Malcometto usato da Rustichello nella sua trascrizione del resoconto di viaggio di Marco Polo alla fine del XIII secolo (1298, comunque in un anno successivo al 1295): oltre mezzo secolo quindi dopo le prime attestazioni in volgare castigliano e francese.
Una parte del mondo musulmano, in Italia e nel resto del mondo, pretenderebbe in segno di rispetto l'uso dell'originale nome Muhàmmad, e considera Maometto, o adattamenti similari, distorsioni irrispettose da rifuggire. Tuttavia, in vari ambiti onomastici islamici non arabofoni il nome è stato comprensibilmente adattato alle specifiche realtà linguistiche locali; ad esempio, fin dall'età ottomana, nel mondo turcofono, dove il nome Mehmet non ha mai sollevato perplessità tra i dotti musulmani di quella e di altre parti del mondo islamico.

## Aspetti dibattuti

### Il presunto analfabetismo
Si è sostenuto e si sostiene ancora da parte di chi non ha abbracciato il credo islamico che Maometto non sarebbe stato il reale estensore del Corano, se non altro in virtù di un suo presunto analfabetismo (in ambito non islamico si è affermato che il testo sacro dell'Islam fosse stato copiato da brani apocrifi dell'Antico e del Nuovo Testamento, laddove in ambito islamico si è affermato che nozioni storiche aggiuntive relative ad episodi dell'Antico Testamento e del Nuovo Testamento e nozioni scientifiche che gli arabi non avevano del Corano sono invece una prova dell'origine divina della Rivelazione, che nulla avrebbe a che fare con una fattura di tipo umano). Maometto non scrisse alcuna parte del Corano, dando questo incarico (sommariamente adempiuto, visto lo stato imperfetto dello standard scritto della lingua araba) a suoi segretari, che provvidero a trasferire il dettato orale su occasionali pergamene o altri supporti di fortuna, come pezzi di stoffa - per lo più lino, seta o bazz, una sorta di satin -, legno ovvero ossa larghe di animali, come le scapole, e altro ancora.
In ambito storiografico, alcuni autori affermano che il libro sacro sia stato il frutto della giustapposizione di testi scritti da diverse persone all'interno di un preciso, quanto breve, lasso di tempo, corrispondente all'incirca al trentennio dei primi tre califfi ortodossi, basandosi sugli insegnamenti di Maometto e sulla memoria storica dei primi fedeli che avevano vissuto in stretta e prolungata contiguità fisica con Maometto. In ambito islamico, per avvalorare l'attribuzione del testo coranico ad Allah, si cita a riprova di questa tesi anche la scarsa sensibilità poetica di Maometto, da lui stesso più volte sottolineata in vita, facendo anche riferimento al fatto che il Corano in arabo è composto secondo le regole poetiche del sājʿ, una forma letteraria di prosa assonante frequentemente usata negli oracoli preislamici.
Tale tesi islamica si basa sulla definizione coranica di Maometto di al-nabī al-ummī: l'aggettivo ummī può infatti voler dire "analfabeta, illetterato", ma, come notano esegeti moderni, anche "nazionale", "attinente al gruppo d'appartenenza" e dunque, nell'interpretazione moderna, anche "profeta degli arabi".
Per alcuni "analfabetismo" va inteso nel senso di "impossibilità o grande difficoltà di scrivere frasi", vista l'inesistenza di fatto di uno standard scrittorio della lingua araba (la lingua parlata era invece elaborata, come mostrano i componimenti poetici ed epici d'età Jāhiliyya, preislamica), e non nel senso di "ignoranza della scrittura": una seppur non rifinita forma di scrittura dell'arabo esisteva e, entro questo limite, si può sostenere che Maometto sapesse scrivere, come dimostrerebbe il fatto che sarebbe stato in grado di leggere e firmare il Trattato di Ḥudaybiyya, che portò nel 628 a una tregua fra musulmani e pagani della Mecca. Tuttavia Balʿami, traduttore in farsi dell'opera annalistica di Muḥammad Ibn Ǧarīr al-Ṭabarī, sottolinea un'alfabetizzazione sommaria di Maometto e afferma che il detto Trattato sarebbe stato messo per iscritto da ʿAlī, che fungeva da segretario, e che, quando questi si rifiutò di accondiscendere alle richieste dei Coreisciti di cancellare l'epiteto di "apostolo di Dio" (Rasūl Allāh), "Il Profeta gli avrebbe tolto allora il càlamo dalle mani e gli avrebbe domandato: 'Dove sono le parole «Apostolo di Dio»? Fammi vedere'. Le cancellò di suo pugno e disse: 'Scrivi «Muḥammad figlio di ʿAbd Allāh» e redigi il trattato come te l'ho dettato'".
Con riferimento a quest'ultimo aneddoto, da altra fonte si afferma che Ṭabari avrebbe in realtà scritto: « [...] "Io sono il messaggero di Dio e sono Muḥammad ibn ʿAbd Allāh". - E disse ad ʿAlī: "Cancella messaggero di Dio". "No - rispose (ʿAlī) - per Dio, giammai ti cancellerò!". Allora l'Inviato di Dio prese il documento - egli non scriveva bene - e scrisse Muḥammad al posto di Messaggero di Dio (rasūl Allāh). Poi scrisse: "Questo è ciò su cui concorda Muḥammad: egli non entrerà a Mecca con le armi (in pugno)" ».
Secondo fonti islamiche antiche, smentite dalle recenti ricerche storiografiche, Maometto avrebbe redatto lettere per i potenti della Terra (Negus etiopico, basileus bizantino e Scià persiano-sasanide): gli storici notano che è largamente improbabile che le lettere di Maometto, che invitavano i sovrani a convertirsi alla neo-religione, siano state lette ai sovrani destinatari, vista l'elaboratezza dei cerimoniali di corte, specie di quelli persiani, che avrebbero impedito che missive di simile contenuto raggiungessero i sovrani e, pertanto, ne affermano l'inesistenza.
Inoltre Maometto si sarebbe impegnato a scrivere un non meglio identificato "importante documento" da lasciare ai musulmani al momento della sua morte, secondo una tradizione che risale allo studioso Ibn ʿAbbās, cugino dello stesso Profeta. Non manca chi sottolinea come sarebbe contraddittorio che proprio Maometto non fosse in grado di far fronte a quanto previsto dai versetti 13-14 della sūra XVII del Corano, in cui si afferma «E abbiamo attaccato al collo di ogni uomo il suo destino e il dì della Risurrezione gli mostreremo un rotolo che troverà dispiegato a sé davanti. / "Leggi il tuo rotolo! Basterai tu stesso, oggi, a computare contro di te le tue azioni!"» (trad. di A. Bausani, Il Corano, Firenze, Sansoni, 1961, p. 202).
Altre fonti fanno notare come le personalità in grado di leggere e scrivere, nel periodo precedente all'Egira, fossero una quindicina, tutte conosciute per nome, e in effetti il Corano sarebbe il più antico libro arabo in prosa. Studiosi occidentali fanno notare come le tribù nomadi, compresa quella di Maometto, disprezzassero la scrittura, privilegiando la trasmissione orale delle conoscenze La maggior parte dei musulmani propende per un analfabetismo del loro Profeta, escludendo pertanto radicalmente che egli abbia potuto leggere la Bibbia o altri testi sacri, che del resto sarebbero comparsi in forma scritta solo diverso tempo dopo la sua morte..

### La reputazione in Europa
Dopo un protratto periodo di indifferenza nei confronti dell'Islam, equivocato dalla Cristianità occidentale e orientale, come una delle eresie del Cristianesimo nelle dispute con cristiani, questi ultimi sottolinearono sovente il carattere sincretistico della religione di Maometto, basata allo stesso tempo su tradizioni arabe preislamiche (come il culto della Pietra Nera della Mecca) e su tradizioni cristiane siriache ed ebraiche, e mossero critiche alla personalità di Maometto, alla formazione e trasmissione del testo coranico e alla diffusione dell'islam attraverso la spada.
Nell'Occidente medievale Maometto fu considerato per oltre cinque secoli un cristiano eretico. Dante Alighieri - non consapevole del profondo grado di diversità teologica della fede predicata da Maometto, per l'influenza su di lui esercitata dal suo Maestro Brunetto Latini, che riteneva Maometto un chierico cristiano di nome Pelagio, appartenente al casato romano dei Colonna - lo cita nel canto XXVIII dell'Inferno tra i seminatori di scandalo e di scisma nella Divina Commedia assieme ad ʿAlī ibn Abī Ṭālib, suo cugino-genero, coerentemente con quanto da lui già scritto ai versetti 70-73 del canto VIII dell'Inferno:
in cui le "meschite" (deformazione della parola del volgare castigliano mezquita, derivante dall'arabo masjid, che significa moschea) della città di Dite sono le "vermiglie" abitazioni della città dannata ove dimorano gli eresiarchi cristiani. È questo il motivo per cui nella basilica di San Petronio a Bologna, in un celebre affresco di Giovanni da Modena, Maometto fu raffigurato all'inferno, secondo la descrizione di Dante, con il ventre squarciato.
Il motivo per cui Dante lo colloca tra i seminatori di discordie e non tra gli eresiarchi è probabilmente dovuto a una leggenda medievale che parla di Maometto come vescovo e cardinale cristiano, che poi avrebbe rinnegato la propria fede, deluso per non aver raggiunto il papato o per altra ragione e avrebbe creato una nuova religione «mescolando quella di Moisè con quella di Cristo». Secondo una tradizione diffusa tra i musulmani, il Negus di Abissinia - che ospitò gli esiliati musulmani quando Maometto era in vita - avrebbe attestato la sua fede in lui come profeta di Dio.
Il racconto dell'Isrāʾ e quello del Miʿrāj (divulgato in traduzione nel mondo cristiano medievale come Libri della Scala, ossia "dell'ascesa [al cielo]"), partendo da alcuni passi del Corano, parla di un viaggio oltremondano di Maometto e presenta varie affinità con la cosmogonia e con altri aspetti della Divina Commedia dantesca, senza per questo poter parlare di imitazione per quanto riguarda l'alto livello poetico e il contenuto teologico prettamente cristiano del capolavoro dantesco.

## Famiglia

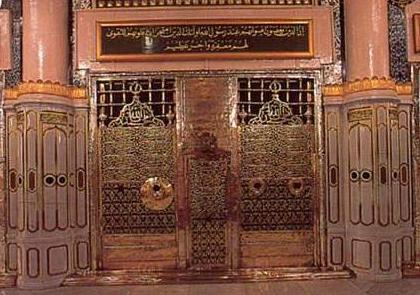
ʿUmar fu inumato accanto a Maometto: onore che prima di lui fu riservato anche ad Abū Bakr. Il sepolcro si trova all'interno della Moschea del Profeta di Medina. La prima finestra a destra permette di osservarne il sacello (vuoto, in base alle usanze islamiche che prevedono l'inumazione nella nuda terra). A sinistra del Profeta si trova il sacello di Abū Bakr e, più piccolo e addossato alla parete, quello di ʿĀʾisha.

Maometto ebbe i seguenti figli (tutti premorti al padre, con l'eccezione di Fāṭima al-Zahrāʾ):
- Zaynab, da Khadīja bt. Khuwaylid
- Qāsim, da Khadīja bt. Khuwaylid
- Ruqayya, da Khadīja bt. Khuwaylid
- Umm Kulthūm, da Khadīja bt. Khuwaylid
- ʿAbd Allāh, da Khadīja bt. Khuwaylid
- Fāṭima al-Zahrāʾ, da Khadīja bt. Khuwaylid
- Ibrāhīm, da Māriya la Copta

Maometto ebbe le seguenti mogli:
- Khadīja bt. Khuwaylid
- Sawda bint Zamʿa b. Qays
- ʿĀʾisha bint Abī Bakr al-Ṣiddīq (ʿĀʾisha, figlia del futuro primo Califfo Abū Bakr)
- Ḥafṣa bint ʿUmar (figlia del secondo futuro Califfo ʿUmar b. al-Khaṭṭāb)
- Zaynab bint Khuzayma b. al-Ḥārith, detta poi "Madre dei poveri"
- Umm Salama Hind bt. Abī Umayya b. al-Mughīra al-Makhzūmiyya
- Zaynab bint Jahsh b. Riʿāb al-Asadiyya
- Juwayriyya bint al-Ḥārith b. Abī Dirār
- Ramla bint Abī Sufyān (Umm Ḥabība bt. Abī Sufyān)
- Rayhana bint ʿAmr
- Sāfiyya bint Ḥuyayy b. Akhtab
- Maymūna bint al-Ḥārith b. Ḥazn
- Māriya bint Shamʿūn b. Ibrāhīm, detta la Copta (al-Qibṭiyya)[N 28]

Pur avendole sposate, non ebbe rapporti coniugali con Asmāʾ bt. al-Nuʿmān (malata di lebbra) e ʿAmra bt. Yazīd che dimostrò immediatamente tutta la sua ostilità per tale unione, ottenendo così di venir subito ripudiata e di tornare tra la sua gente (i B. Kilāb).
La moglie più importante per Maometto fu comunque Khadīja che aveva sposato prima della "Rivelazione" e che per prima aderì alla religione islamica. Fu anche un forte sostegno economico, e ancor più morale, soprattutto di fronte alle angherie dei notabili pagani della città ostili al marito. Da lei Maometto ebbe quattro figlie femmine (Zaynab, Ruqayya, Umm Kulthūm e Fāṭima) e due maschi (al-Qāsim e ʿAbd Allāh, detto anche Ṭāhir e Ṭayyib). Da Māriya la Copta ebbe invece Ibrāhīm.
Secondo l'Islam non è possibile avere più di quattro mogli. In virtù della rivelazione divina di un versetto del Corano fu consentito a Maometto di superare questo limite, ed alcuni dei suoi matrimoni furono contratti per sanzionare alleanze o conversioni di gruppi arabi pagani, dal momento che gli usi del tempo prevedevano che si contraesse un vincolo coniugale fra le parti per rafforzare un importante accordo che s'intendeva concludere.
I matrimoni di Maometto sono stati per lungo tempo oggetto di critica in Occidente, come sottolineato dall'islamista John Esposito. Secondo lo studioso Moojan Momen ci sono due aspetti da considerare: in primo luogo Maometto non ha preso altre mogli oltre a Khadīja per 24 anni, finché ella è rimasta in vita; in secondo luogo il fatto di aver avuto sei figli da Khadīja, e un solo figlio dalle altre dodici mogli sembra confermare la tesi per cui i matrimoni sono stati contratti per motivi politici piuttosto che sessuali. 
Maometto ebbe anche sedici concubine ma solo dalla sua schiava, che sposò, la copta Māriya, ebbe un figlio: Ibrāhīm, deceduto a otto mesi con grande dolore dello stesso Maometto che poco tempo dopo, morendo fra le braccia di ʿĀʾisha, lo raggiunse nella tomba.
Fra le mogli sposate successivamente la più importante (malgrado non gli desse figli) fu ʿĀʾisha, figlia di Abū Bakr, nata verso il 614. Secondo numerose attestazioni di diversi ʾaḥādīth ella aveva 6 anni in occasione del suo matrimonio formale e 9 anni al momento della prima consumazione e fu con lui fino alla sua morte nel 632, mentre secondo qualche altro ʾaḥādīth ʿAʾisha aveva 7 anni quando contrasse il matrimonio e 10 quando lo consumò e per alcuni studiosi di ahadith (Ruqaiyyah Waris Maqsooddi) dai 14 ai 24 anni, probabilmente 19. Secondo un costume diffuso nella Penisola Arabica del VII secolo, in cui (specie in ambiente non urbano) l'aspettativa di vita era di circa 35 anni, i contratti matrimoniali erano di conseguenza stipulati dai genitori degli sposi fin dall'età prepuberale. Vi sono comunque studiosi musulmani che sostengono che i dati riguardanti l'età di Maometto e di ʿĀʾisha siano contraddittori e che ʿĀʾisha poteva essere d'età alquanto maggiore. In particolare la studiosa Ruqaiyyah Waris Maqsood, incrociando diverse fonti autorevoli, giunge alla conclusione che ʿĀʾisha avesse un'età compresa tra i 14 e i 24 anni, probabilmente 19, al momento del matrimonio. Questa ipotesi è congruente col fatto che, secondo il più antico e più autorevole biografo del profeta Maometto, Ibn Ishaq, ʿĀʾisha era "nata nella Jāhiliyya", vale a dire prima del 610, e che le tradizioni sull'età di 9 anni di ʿĀʾisha provengono tutte da Hisham ibn 'Urwa, sulla cui affidabilità molto si discute tra gli stessi studiosi di ḥadīth, specialmente per quelli di provenienza irachena, sottilmente ostili ad ʿĀʾisha, senza trascurare il fatto che, secondo lo storico Ṭabarī, ʿĀʾisha sarebbe stata fidanzata addirittura prima del 610 a Jābir ibn Muṭʿim ibn ʿAdī, figlio di Muṭʿim ibn ʿAdī, capo del clan meccano dei Banū Nawfal. Il Profeta la sposò dopo un ordine divino ricevuto dall'arcangelo Gabriele. La questione dell'età di ʿĀʾisha costituisce un problema particolare, per documentate contraddizioni storiche ignorate dai succitati ʾaḥādīth.

## Nella cultura di massa

### Film sulla vita di Maometto
- Il messaggio, film diretto da Mustafa Akkad (1976);
- Muhammad: The Last Prophet, cartone animato diretto da Richard Rich (2002);
- Muhammad: The Messenger of God, film diretto da Majid Majidi (2015).

### Esplicative
1. ↑  nome completo in arabo أبو ﺍﻟﻘﺎﺳﻢ محمد بن عبد الله بن عبد ﺍﻟﻤﻄﻠﺐ ﺍﻟﻬﺎﺷﻤﻲ‎?, Abū l-Qāsim Muḥammad ibn ʿAbd Allāh ibn ʿAbd al-Muṭṭalib al-Hāshimī
2. ↑  «Muḥammad was one of the greatest persons in world history in terms of the global impact of the movement he founded[, which] cannot be seriously questioned» (F. Buhl - A.T. Welch, in The Encyclopaedia of Islam, II ed.: s.v. «Muḥammad»)
3. ↑  Jonathan Berkey afferma: «The religion and cultural tradition of Islam came to be identified as the legacy of Muḥammad, as depicted in the Muslim narrative of Islamic origins...» (Jonathan P. Berkey, The Formation of Islam - Religion and Society in the Near East, 600-1800, Cambridge, Cambridge University Press, 2003, p. 61. ISBN 0-521-58813-8).
4. ↑  In italiano, fino a tutto il XVI secolo, è stato chiamato anche Maumetto o Macometto; più antica invece la variante Malcometto, prequattrocentesca. Cfr. 
 Bruno Migliorini et al., Scheda sul lemma "Maometto", in Dizionario d'ortografia e di pronunzia, Rai Eri, 2010, ISBN 978-88-397-1478-7.
5. ↑  In effetti il concetto di monoteismo era diffuso in Arabia da tempi più antichi e il nome Allah (principale nome di Dio nell'Islam, l'altro è al-Raḥmān (lett. «Il Misericordioso»). che in lingua araba deriva dalla radice <ʾ-l-h>) significa semplicemente «Iddio». Gli abitanti dell'Arabia peninsulare e della Mecca – salvo pochi cristiani e zoroastriani e un assai più consistente numero di ebrei – erano per lo più dediti a culti politeistici e adoravano una molteplicità di idoli, venerati anche in occasione di feste, per lo più abbinate a pellegrinaggi (in arabo: mawṣim). Particolarmente rilevante era il pellegrinaggio panarabo, detto ḥajj, che si svolgeva nel mese lunare di Dhū l-Ḥijja («Quello del Pellegrinaggio»). In tale occasione molti devoti arrivavano nei pressi della città, nella zona di Mina, Muzdalifa e di ʿArafa. Gli abitanti della Mecca avevano anche un loro proprio pellegrinaggio urbano (la cosiddetta ʿumra) che svolgevano nel mese di rajab in onore del dio tribale Hubal e delle altre divinità panarabe, ospitate dai Quraysh all'interno del santuario meccano della Kaʿba.
6. ↑  La sua relativa superiorità è attestata in numerose opere islamiche; tra tutte, ha un certo peso quanto riferito in margine al suo Isrāʾ e Miʿrāj, in cui a lui è riservato il posto d'eccellenza fra i numerosi profeti che l'avevano preceduto. Gli Aḥmadī e la Nation of Islam considerano i loro fondatori come profeti successivi a Maometto, e perciò ritenuti al di fuori dell'Islam.
7. ↑  Puntualmente organizzato all'epoca del Wālī al-Ḥajjāj b. Yūsuf sotto il califfato dell'Omayyade ʿAbd al-Malik b. Marwān
8. ↑  Il più antico biografo di Maometto, Ibn Isḥāq, scrive nella sua al-Sīra al-nabawiyya che il profeta sarebbe nato il lunedì 12 rabīʿ I dell'Anno dell'elefante. Ṭabarī invece si limita a indicare l'Anno dell'elefante, senza fornire il giorno e il mese, ma ricorda la tradizione di Hishām b. Muḥammad al-Kalbī secondo cui Maometto era nato nel quarantaduesimo anno del regno di Kisra Anūshirwān, vale a dire nel 573.
9. ↑  Alla Mecca Maometto potrebbe forse aver avuto l'occasione di entrare in contatto presto con quei ḥanīf, che il Corano vuole fossero monoteisti che non si riferivano ad alcuna religione rivelata, come si può leggere nelle sure III:67 e II:135. Secondo una tradizione islamica, egli stesso era un ḥanīf e un discendente di Ismaele, figlio di Abramo. Cfr. Jacobs 1995,  p. 272; Turner 2005, p. 16. La storicità di questo gruppo è comunque discussa fra gli studiosi. Cfr. Kochler 1982, p. 29; Uri Rubin 1990,  «Ḥanīfiyya...».
10. ↑  È possibile leggere l'interpretazione che la tradizione islamica attribuisce a questi sogni nel tafsir di Muhammad Shafir, le Maʿārif al-Qurʾān (Le conoscenze del Corano). 
Questi primi sogni, preannuncianti l'ispirazione divina, indussero Maometto a una pratica spirituale molto intensa, che lo portò anche a isolarsi, talora per giorni, nella caverna sul monte Hira; sogni successivi, invece, avrebbero preannunciato la comparsa di Gabriele. Sia per Maometto sia per le successive generazioni musulmane, i sogni hanno sempre rivestito grande importanza, essendo considerati uno dei canali di comunicazione da parte del divino e indirizzati all'uomo. È pratica comune nelle confraternite sufi esporre i propri sogni allo sceicco, per ottenerne l'interpretazione.
11. ↑  In arabo Gabriele è chiamato Jibrīl o Jabrāʾīl, ossia "potenza di Dio": da "jabr", potenza, e "Allah"
12. ↑  Sūra XCVI:1-5. Salvo l'imperativo iniziale, si è seguita la versione de Il Corano, introd., trad. e commento di Alessandro Bausani, Firenze, Sansoni, 1961 e succ. ediz. La traduzione bausaniana riporta "Grida", malgrado iqrāʾ significhi più propriamente "recita salmodiando" pur essendo logico che per poter recitare si debba preliminarmente leggere, non essendo noto il contenuto del brano da recitare.
13. ↑  Per quel "gigantismo" che caratterizza le "realtà angeliche", anche in contesti diversi da quello islamico.
14. ↑  "Impazzito" cioè majnūn significa letteralmente "catturato dai jinn. Cfr.Lo Jacono 2011, p. 46.
15. ↑  

«Waraqa chiese: "Nipote mio, cos’hai"?
Il Messaggero di Allah gli raccontò ciò che vide, e Waraqa gli disse: "Quest’angelo è colui che scese su Mosè. Vorrei essere più giovane, per arrivare al giorno in cui il tuo popolo ti caccerà".
Il Messaggero di Allah gli chiese: “Mi cacceranno?”.
Waraqa rispose: “Sì. Non giunse mai un uomo a rappresentare ciò che porti senza essere respinto, e se raggiungerò il tuo giorno ti appoggerò fino alla vittoria".»

Waraqa, già molto anziano e quasi cieco, morirà alcuni giorni dopo questo dialogo. Cfr. Alfred Guillaume, The life of Muhammad, traduzione dall'arabo della Sīrat al-nabawī (Vita del Profeta) di Ibn Isḥāq, Oxford University Press, 1967. ISBN 0-19-636033-1
16. ↑  

«(1) Per la luce del mattino, (2) per la notte quando si addensa: (3) il tuo Signore non ti ha abbandonato e non ti disprezza»
(Corano, XCIII:3)
17. ↑  Si ricorderà il massacro dei cristiani di Najrān disposto dal tubbaʿ giudaizzato di Himyar, Dhū Nuwās.
18. ↑  Sia per la data di nascita, sia per quella di morte, non c'è tuttavia alcuna certezza e quanto riportato costituisce semplicemente il parere di una maggioranza relativa, anche se sostanziosa, di tradizionisti. Dall'opinione della maggioranza dei tradizionisti, che fissa a 63 anni l'arco di vita di Maometto, si è dedotta la sua data di nascita, altrimenti indicata con la semplice espressione «Anno dell'elefante». Tuttavia esistono tradizioni difformi, per quanto decisamente minoritarie, che indicano in 60 o 65 gli anni vissuti dal Profeta dell'Islam. Cfr. Ṭabarī, Taʾrīkh al-rusul wa l-mulūk, 1835-1836, che cita in proposito ʿAmr b. Dīnār (60 anni) e Ibn ʿAbbās (65).
19. ↑  Magdi Allam, ad esempio, che pur non essendo uno specialista di linguistica e di etimologie, ha espresso fermamente la sua convinzione circa l'accezione semantica negativa del nome "Maometto" nel suo Bin Laden in Italia: viaggio nell'islam radicale (Milano, Mondadori, 2002, p. 210).
20. ↑  Ad esempio Marco Polo nel Milione (redazione toscana):

«Mossul è un grande reame, ove è molte generazioni di genti, le quali vi conterò incontenente. E v'à una gente che si chiamano arabi, ch'adorano Malcometto;...»
(Milione, 23)
Reso nello stesso testo redatto in origine in langue d'oïl (franco-italiano) Le divisament dou monde:

«Mosul est un grant roiames qui l'habitant plusors jeneration de jens les quelç deiveserai orendroit. Il (a) une jens ki est apellé Arabi que orent Maomet;...»
(Le divisament dou monde 24)
21. ↑  La diffidenza di Maometto verso la poesia, ritenuta un prodotto dei jinn, frequentemente carica di valori preislamici, oltre che dotata di fortissimi e pericolosi poteri evocatori, non impedì all'Islam di avere un proprio poeta, Hassan ibn Thabit, incaricato di rispondere letteralmente per le rime a quanti avessero voluto danneggiare coi loro versi la comunità dei credenti musulmani.
22. ↑  Ancor oggi la parola araba Umma significa tanto "comunità" quanto "nazione" (ad es. al-umam al-muttaḥida, "Nazioni Unite").
23. ↑  Ecco il testo originale traslitterato: « [...] "Anā Rasūl Allāh wa anā Muḥammad ibn ʿAbd Allāh. Qāla lī ʿAlī (ʿalayhi al-salām): "Amha Rasūl Allāh". Wa qāla: "Lā wa-llāhi la amhaka abadan". Wa akhadhahu Rasūl Allāh (ṣalla Allāhu ʿalayihi wa sallama) - wa laysa yuḥassinu yaktabu - fa-kataba makān Rasūl Allāh Muḥammad fa-kataba: "Hadhā mā qudiya ʿalayhi Muḥammad: la yadkhalu Makka bi-l-silāḥ"... ».
24. ↑  Altri sostengono che questo passo del Corano è una metafora per indicare che ci sarà il giudizio di Dio dopo la morte, che l'uomo giudicato sappia o non sappia leggere e scrivere. Varrà la pena ricordare però che la lettura sunnita del Corano non prevede interpretazioni allegoriche (taʾwīl), ammesse invece dalla lettura sciita.
25. ↑  "The oldest dated manuscript containing the Gospels in Arabic is Sinai Arabic MS 72. Here the text of the four canonical Gospels is marked off according to the lessons of the temporal cycle of the Greek liturgical calendar of the Jerusalem Church. A colophon informs us that the MS was written by Stephen of Ramleh in the year 284 of the Arabs, i.e., 897 AD." Cfr. Sidney H Griffith, The Gospel in Arabic: An Enquiry into Its Appearance in the First Abbasid Century, Oriens Christianus, Volume 69, pp. 131-132.
26. ↑  Vedi ad esempio l'apologia di al-Kindi, testo arabo cristiano del IX secolo e tradotta in latino a partire dal XII secolo (Apologia del cristianesimo, a cura di Laura Bottini, Milano, Jaca Book, 1987).
27. ↑  L'affresco, eseguito agli inizi del Quattrocento, si trova nella Cappella Bolognini, nella navata sinistra.
28. ↑  Muṣʿab b. ʿAbd Allāh al-Zubayrī, Kitāb nasab Quraysh (Il libro genealogico dei Quraysh), p. 21. L'Autore specifica che la giovane era stata donata a Maometto dal Patriarca di Alessandria, Muqawqis (che nelle fonti non arabe è però correttamente chiamato Kyros/Ciro).
29. ↑  Il riferimento è alla prima, e tuttora più autorevole, biografia di Maometto: quella di Ibn Isḥāq, mantenuta da Ibn Hishām, che certifica con precisione la nascita di ʿĀʾisha «nella jāhiliyya», vale a dire a una data comunque precedente all'avvio della Rivelazione coranica del 610.

### Riferimenti
1. ↑  
 Bruno Migliorini et al., Scheda sul lemma "Maometto", in Dizionario d'ortografia e di pronunzia, Rai Eri, 2010, ISBN 978-88-397-1478-7.
2. ↑   Luciano Canepari, Maometto, in Il DiPI: dizionario di pronuncia italiana, Bologna, Zanichelli, 1999, ISBN 88-08-09344-1.
3. ↑  Rodinson (2002)
4. ↑  Fred Donner, Maometto e le origini dell'Islam, Torino, Einaudi, 2011, p. 41 (trad. it. di Muhammad and the Believers. At the Origin of Islam, Cambridge, MA, Belknap Press of Harvard University Press, 2010).
5. ↑   Corano,  21; 107.
6. ↑  W. M. Watt, «Muḥammad», in The Cambridge History of Islam, 4 voll., Cambridge, Cambridge University Press, 19956, Cap. 2, p. 31.
7. ↑  Mary Pat Fisher, Living Religions: An Encyclopaedia of the World's Faiths, Londra, I.B. Tauris Publishers, 1997, p. 338.
8. ↑  Victor Watton, A student's approach to world religions: Islam, Hodder & Stoughton, 1993, p. 1. ISBN 978-0-340-58795-9
9. ↑  Cor., 3:95
10. ↑  Esposito, Islam, Extended Edition, Oxford University Press, pp. 5–7
11. ↑  Vite antiche di Maometto, a cura di Michael Lacker. Testi scelti e tradotti da Roberto Tottoli, Milano, Mondadori 2007.
12. 1 2  Lo Jacono 2011, p. 32.
13. 1 2  Lo Jacono 2011, p. 33.
14. ↑  Lo Jacono 2011, p. 34.
15. ↑  Lo Jacono 2011, pp. 31-35.
16. ↑  Si veda Leone Caetani, Annali dell'Islām, I, pp. 159-162, §§ 134-136.
17. ↑  Lo Jacono 2011, pp. 35-36.
18. ↑  Lo Jacono 2011, p. 36.
19. ↑  Lo Jacono 2011, p. 35.
20. ↑  Lo Jacono 2011, pp. 38-39.
21. 1 2 3  Lo Jacono 2011, p. 39.
22. ↑  (EN) Wijdan Ali, "From the Literal to the Spiritual: The Development of the Prophet Muhammad's Portrayal from 13th Century Ilkhanid Miniatures to 17th Century Ottoman Art" (PDF), su www2.let.uu.nl, Proceedings of the 11th International Congress of Turkish Art (7): 3. ISSN 0928-6802., agosto 1999. URL consultato il 6 gennaio 2024 (archiviato dall'url originale il 3 dicembre 2004).
23. ↑  Lo Jacono 2011, pp. 39-40.
24. ↑  Dairesi, Hırka-i Saadet; Aydın, Hilmi, 2004. (Uğurluel, Talha; Doğru, Ahmet, eds.), The sacred trusts: Pavilion of the Sacred Relics, Topkapı Palace Museum, Istanbul. Tughra Books. ISBN 978-1-932099-72-0.
25. ↑  Campanini 2020, p. 45.
26. ↑  Lo Jacono 2011, p. 42.
27. ↑  Lo Jacono 2011, p. 43.
28. ↑  Campanini 2020, p. 47.
29. 1 2 3 4  Lo Jacono 2011, p. 47.
30. ↑  Barnaby Rogerson, The Prophet Muhammad. A Biography, Mahwah, NJ, HiddenSpring, 2003, ISBN 1-58768-029-7, p. 77.
31. 1 2  Campanini 2020, p. 49.
32. 1 2  Lo Jacono, 2011, p. 53.
33. ↑  Lo Jacono, 2011, pp. 51-54.
34. ↑  Lo Jacono, 2011, pp. 54-57.
35. ↑  Lo Jacono, 2011, p. 58.
36. ↑  William Montgomery Watt, The Cambridge History of Islam, 1977, p. 36.
37. ↑  Sura XVII (la Sura del Viaggio notturno), dalla traduzione di Alessandro Bausani
38. ↑  An Introduction to the Quran, 1895, p. 187.
39. ↑  Fazlur Rahman (1979), p. 21
40. ↑  M.J. Kister, art. cit., pp. 86-87.
41. ↑  ^ Peterson (2007), p. 126.
42. ↑  Ramadan (2007), p. 141.
43. ↑  M.J. Kister, "The massacre of Banu Qurayza: a re-examination of a tradition", in: Jerusalem Studies in Arabic and Islam 8 (1986), pp. 61-96, a p. 94.
44. ↑  al-Wāqidī, Kitāb al-maghāzī, ed. Marsden Jones, 2 voll. Londra, 1966, II, pp. 634 e 684, parla ad esempio della presenza a Medina di ebrei dopo il Giorno del Fossato.
45. ↑  Lo Jacono 2011, p. 116.
46. ↑  Muhammad and the believers, Cambridge, MA, The Belknap Press of Harvard University Press, 2010, p. 74.
47. ↑  Fred M. Donner, Maometto e le origini dell'islam, ediz. e trad. di R. Tottoli, Torino, Einaudi, 2011, pp. 76-77
48. ↑  W. N. Arafat, "Did Prophet Muhammad ordered 900 Jews killed?", in: Journal of the Royal Asiatic Society of Great Britain and Ireland(JRAS), 1976, pp. 100-107.
49. 1 2 3  Lo Jacono 2011, p. 138.
50. 1 2  Campanini 2020, p. 130.
51. ↑  Campanini 2020, pp. 137-139.
52. ↑  Lo Jacono 2011, p. 139.
53. ↑  S. Joannis Damasceni, De haeresibus, ed. Jacques Paul Migne, Patrologia Greca, voll. 94-95, 765, Atene, 1883.
54. ↑  Ibidem.
55. ↑  Codex Colbertino 4753, Migne, Patrologia Greca, CXXXIX, 1099.
56. ↑  Professore emerito di "Linguistica semitica" presso l'Université Paris 3-Sorbonne Nouvelle: Cfr. qui
57. ↑  "Note sur l'origine du nom de «Mahomet»", in: Hespéris (Archives berbères et Bulletin de l'Institut des Hautes-Études marocaines), 1925, I, p. 129.
58. ↑  Ugo Monneret de Villard, Lo studio dell'Islām in Europa nel XII e nel XIII secolo, Città del Vaticano, Biblioteca Apostolica Vaticana, 1944, pp. 18-19.
59. ↑  Lemma «Muḥammad» pubblicato sull'Encyclopaedia of Islam.
60. ↑  Si veda Isrāʾ e Miʿrāj).
61. ↑  Claudio Lo Jacono, Storia del mondo islamico - Il Vicino Oriente, Torino, Einaudi, 2003, p. 3, nota 3.
62. ↑  Carlo Alfonso Nallino, "Il significato del vocabolo coranico «Ummī» applicato a Maometto e quello di «al-Ummiyyūn», in: Raccolta di scritti editi e inediti, Roma, Istituto per l'Oriente, 1940, vol. II, pp. 60-65.
63. ↑  Vita di Muhammad (a cura di S. Noja), Milano, Rizzoli, 1985, pp. 268-269.
64. ↑  Taʾrīkh al-rusul wa l-mulūk, 11 voll., 1969-77, Il Cairo, Dar al-maʿārif, II, f. 1549, p. 636.
65. ↑  Ṭabarī, op. cit., II, f. 1560-1, pp. 644-46.
66. ↑  Martin Lings, Muhammad: His Life based on the earliest sources, Suhail Academy, Lahore, 1994, p. 260.
67. ↑  Bukhari, Ṣaḥīḥ, Il Cairo, Muṣṭafā al-Bābī al-Ḥalabī, III, p. 158.
68. ↑  Claudio Lo Jacono, "La prima storiografia islamica. Modelli e prestiti", in: Lo spazio letterario del Medioevo, Roma, Salerno Editrice, 2003, p. 267, nota 24.
69. ↑  H.R. Gibbs e J. H. Kramers, The shorter Encyclopaedia of Islam, Leiden, 1935, p. 370
70. ↑  R. A. Nicholson, A Literary History of the Arabs, Cambridge, 1962, p. 125
71. ↑  Bryan S. Turner, Reading in Orientalism, Volume I, p. 35.
72. ↑  The scripture of the people of the book  Sidney H. Griffith, Princeton University
73. ↑  Aldobrandino Malvezzi, L'Islamismo e la cultura europea, Firenze, Sansoni, 1956, p. 75.
74. ↑  John Meyendorff, "Byzantine Views of Islam", su: Dumbarton Oaks Papers, Vol. 18 (1964), pp. 113-132 MEYENDORFF, John, Byzantine Views of Islam (1) - PDF Document
75. ↑  Il Tesoro, I, 88.
76. ↑   Vittorio Sermonti, L'Inferno di Dante, Milano, Rizzoli, 2001,  p. 513.
77. ↑   John Esposito, Islam: The Straight Path, 1991.
78. ↑   Moojan Momen, An Introduction to Shi’i Islam – The History and Doctrines of Twelver Shi’ism, George Ronald Oxford, 1985,  pp. 9-10, ISBN 0-85398-201-5.
79. ↑  Ṣaḥīḥ di Bukhari, Vol. 5, Libro 58, numeri 234  Archiviato il 22 agosto 2011 in Internet Archive. e 236  Archiviato il 22 agosto 2011 in Internet Archive., Volume 7, Libro 62, Numeri 64  Archiviato il 14 giugno 2007 in Internet Archive., 65  Archiviato il 14 giugno 2007 in Internet Archive. e 88  Archiviato il 14 giugno 2007 in Internet Archive.), Ṣaḥīḥ di Muslim, Libro 8, Numeri 3309  Archiviato il 28 novembre 2008 in Internet Archive., 3310  Archiviato il 28 novembre 2008 in Internet Archive. e 3311  Archiviato il 28 novembre 2008 in Internet Archive.), Sunan di Abu Dawud al-Sijistani, Vol. 2, n. 2116, Libro 41, n. 4915  Archiviato il 9 febbraio 2007 in Internet Archive., 4916  Archiviato il 9 febbraio 2007 in Internet Archive. e 4917  Archiviato il 9 febbraio 2007 in Internet Archive., Sunan di Nasāʾī, 1, # 18, p. 108, Sunan di Ibn Māja, 3:1876, p. 133 e 3:1877 p. 134, al-Ṭabarī, Taʾrīkh al-rusul wa l-mulūk, vol. 9, pp. 129-131 e vol. 7, p. 7 dell'edizione curata da Iḥsān ʿAbbās per la SUNY Press di Albany (NY), Mishkat al-masabīḥ, Vol. 2, p. 77.
80. ↑   ¿Era novia Aisha a los seis años? El viejo mito expuesto por Dr. T.O. Shanavas, su webislam.com. URL consultato il 29 agosto 2019 (archiviato dall'url originale il 18 luglio 2011).
81. ↑   Faith Freedom International Italia • Leggi argomento - L'età di Aisha, su italian.faithfreedom.org. URL consultato l'8 luglio 2008 (archiviato dall'url originale il 24 agosto 2019).
82. ↑  Roqayyah Maqsood, Aishah - A study of her age at the time of her marriage - Islamic Vision, IPCI, (1996)
83. ↑  Lo Jacono 2011, p. 101.
84. ↑  Ibn Hajar al-'Asqalani, Tahdhīb al-tahdhīb, 12 voll. Ḥayderābād, Dār al-maʿārif al-niẓāmiyya, 1907-09, XI, pp. 48-51.